# Пчеларово (Кирджалійська область)
Пчела́рово (болг. Пчеларово) — село в Кирджалійській області Болгарії. Входить до складу общини Черноочене.

## Населення
За даними перепису населення 2011 року у селі проживали 142 особи, з них 129 осіб (98,5%) — болгари.
Розподіл населення за віком у 2011 році:
Динаміка населення: